# Chalcionellus prolixus
Chalcionellus prolixus är en skalbaggsart som beskrevs av Reichardt 1932. Chalcionellus prolixus ingår i släktet Chalcionellus och familjen stumpbaggar. Inga underarter finns listade i Catalogue of Life.